# Принцип причинности
При́нцип причи́нности (также известный как при́нцип причи́нно-сле́дственной свя́зи, или зако́н причи́нности) — один из самых общих физических принципов, устанавливающий допустимые пределы влияния событий друг на друга.
В классической физике это утверждение означает, что любое событие {\displaystyle A(t),\ }произошедшее в момент времени {\displaystyle t,\ }может повлиять на событие {\displaystyle B(t'),\ }произошедшее в момент времени {\displaystyle t',\ }только при {\displaystyle t'>t}. Таким образом, классическая физика допускает произвольно большую скорость переноса взаимодействий.
При учёте релятивистских эффектов принцип причинности должен быть модифицирован, поскольку время становится относительным — взаимное расположение событий во времени может зависеть от выбранной системы отсчёта. В специальной теории относительности принцип причинности утверждает, что любое событие {\displaystyle A(t,\mathbf {r} ),\ }произошедшее в точке пространства-времени {\displaystyle (t,\mathbf {r} ),} может повлиять на событие {\displaystyle B(t',\mathbf {r'} ),\ } произошедшее в точке пространства-времени {\displaystyle (t',\mathbf {r'} ),\ }только при условии: {\displaystyle t'-t>0\ } и {\displaystyle c^{2}(t-t')^{2}-(\mathbf {r} -\mathbf {r'} )^{2}>0,\ }где с — предельная скорость распространения взаимодействий, равная, согласно современным представлениям, скорости света в вакууме. Иными словами, интервал между событиями {\displaystyle A} и {\displaystyle B} должен быть времениподобен (событие {\displaystyle A} предшествует событию {\displaystyle B} в любой системе отсчёта). Таким образом, событие {\displaystyle B} причинно связано с событием {\displaystyle A} (являясь его следствием), только если оно находится в области абсолютно будущих событий светового конуса с вершиной в событии {\displaystyle A} — такое определение принципа причинности переходит без изменений и в общую теорию относительности. Если два события {\displaystyle A} и {\displaystyle B} разделены пространственноподобным интервалом (то есть ни одно из них не находится внутри светового конуса с вершиной в другом событии), то их последовательность может быть изменена на противоположную простым выбором системы отсчёта (СО): если в одной СО {\displaystyle t_{A}<t_{B},\ }то в другой СО может оказаться, что {\displaystyle t_{A}>t_{B}.\ }Это не противоречит принципу причинности, потому что ни одно из этих событий не может влиять на другое.
В квантовой теории принцип причинности выражается как отсутствие корреляции результатов измерений в точках, разделённых пространственноподобным интервалом. В обычной трактовке это условие на операторы квантованных полей — для этих точек они коммутируют, таким образом, зависящие от них физические величины могут быть измерены одновременно без взаимных возмущений. В теории матрицы рассеяния мы не имеем дела с измеримыми величинами от бесконечно удалённого прошлого вплоть до бесконечно удалённого будущего, так что формулировка принципа причинности более сложна и выражается условием микропричинности Боголюбова.
В одной из теорий квантовой гравитации — теории причинной динамической триангуляции, разработанной Яном Амбьорном и Ренатой Лолл, — принцип причинности является одним из условий, накладываемых на сопряжение элементарных симплексов, и именно благодаря ему пространство-время в макроскопических масштабах становится четырёхмерным.
Важно отметить, что даже при отсутствии причинного влияния события {\displaystyle A} на {\displaystyle B} эти события могут быть скоррелированы причинным влиянием на них третьего события {\displaystyle C}, находящегося в пересечении областей абсолютного прошлого для {\displaystyle A} и {\displaystyle B}: при этом интервалы {\displaystyle CA} и {\displaystyle CB} времениподобны, {\displaystyle AB} — пространственноподобен. Так, фазовая скорость электромагнитной волны может превышать скорость света в вакууме, в результате чего колебания поля в точках пространства-времени, разделённых пространственноподобным интервалом, оказываются скоррелированными. В квантовой механике состояния квантовых систем, разделённых пространственноподобным интервалом, также не обязаны быть независимыми (см. Парадокс Эйнштейна — Подольского — Розена). Однако эти примеры не противоречат принципу причинности, поскольку подобные эффекты невозможно использовать для сверхсветовой передачи взаимодействия. Можно сказать, что принцип причинности запрещает передачу информации со сверхсветовой скоростью.
Принцип причинности — эмпирически установленный принцип, справедливость которого неопровержима на сегодняшний день, но нет доказательств его универсальности.